# Tête de la Maye
La tête de la Maye est une montagne de France située dans le massif des Écrins et culminant à 2 518 mètres d'altitude. Elle constitue un épaulement granitique du massif du Soreiller sous la tête du Rouget (3 418 m) au nord-ouest et dominant le hameau de la Bérarde (1 720 m) situé à ses pieds au sud. Un sentier conduit à son sommet où se trouve une table d'orientation offrant un panorama sur la vallée du Vénéon, le vallon des Étançons et la Meije ou encore le glacier de Bonne Pierre et la barre des Écrins.
Une « maye » désigne une hauteur, une montagne et par extension un alpage ; en valaisan, maïa désigne encore une meule de foin au début du XXe siècle.

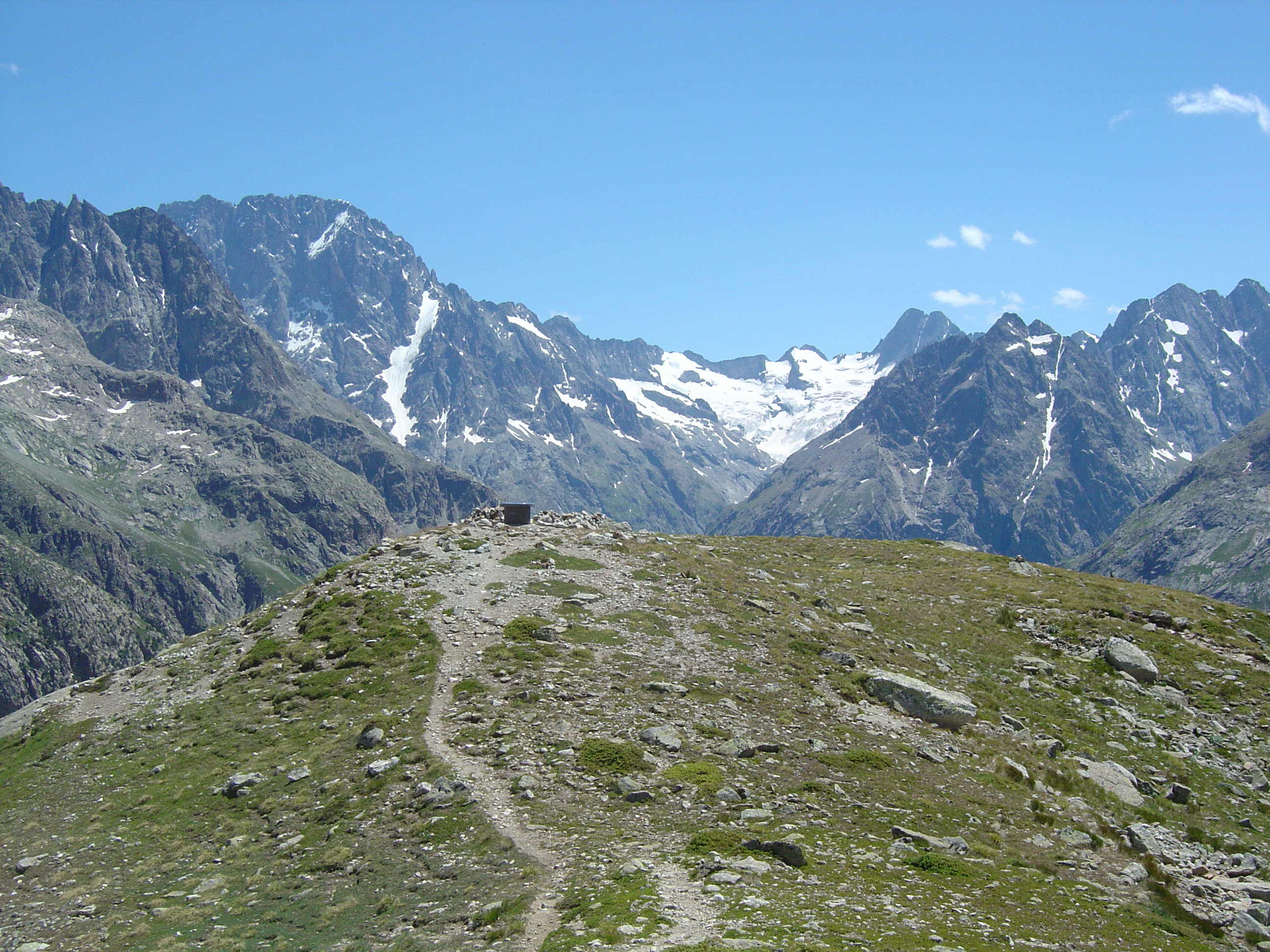
Le sommet de la tête de la Maye avec sa table d'orientation et la vue sur l'Ailefroide, le glacier de la Pilatte et les Bans (de gauche à droite).